# Formazioni di SM-Liiga finlandese di pallavolo femminile 2013-2014
Formazioni delle squadre di pallavolo partecipanti alla stagione 2013-2014 del campionato finlandese di pallavolo femminile.

## Liiga Eura
| N° | Nome                 | Ruolo | Data di nascita   | Nazionalità sportiva |
| -- | -------------------- | ----- | ----------------- | -------------------- |
| -  | Kai Stenius          | All   | -                 | Finlandia            |
| 1  | Sanna Niemi          | P     | 29 marzo 1995     | Finlandia            |
| 2  | Venla Hyttinen       | P     | 2 dicembre 1994   | Finlandia            |
| 3  | Aino Linnamaa        | L     | 15 giugno 1993    | Finlandia            |
| 4  | Piia Korhonen        | S/O   | 12 gennaio 1997   | Finlandia            |
| 6  | Sanna Ala-Kulju      | S     | 31 luglio 1997    | Finlandia            |
| 7  | Iida Toivonen        | C     | 8 agosto 1996     | Finlandia            |
| 8  | Katariina Viitapohja | C     | 8 settembre 1990  | Finlandia            |
| 9  | Olena Sych           | S/O   | 20 febbraio 1988  | Ucraina              |
| 9  | Ashley Neff          | C     | 24 settembre 1991 | Stati Uniti          |
| 10 | Szandra Szombathelyi | S     | 2 agosto 1989     | Ungheria             |
| 10 | Salla Jantunen       | C     | 1996              | Finlandia            |
| 11 | Anna Murto           | S     | 28 febbraio 1995  | Finlandia            |
| 12 | Enni Lamminen        | S     | 29 aprile 1997    | Finlandia            |
| 14 | Eveliina Rautiainen  | L     | 1º aprile 1995    | Finlandia            |
| 15 | Sanna-Mari Perkiö    | C     | 2 marzo 1984      | Finlandia            |
| 19 | Svitlana Shvanska    | S     | 9 gennaio 1990    | Ucraina              |
| 19 | Quincy Verdin        | S/O   | 18 ottobre 1986   | Stati Uniti          |

## Hämeenlinnan Pallokerho Naiset
| N° | Nome              | Ruolo | Data di nascita   | Nazionalità sportiva |
| -- | ----------------- | ----- | ----------------- | -------------------- |
| -  | Jukka Koskinen    | All   | -                 | Finlandia            |
| 1  | Kirsi Hyttinen    | S     | 16 gennaio 1986   | Finlandia            |
| 2  | Riikka Koivusaari | S     | 1994              | Finlandia            |
| 3  | Katja Kylmäaho    | P     | 21 aprile 1994    | Finlandia            |
| 4  | Sanna Häkkinen    | L     | 19 marzo 1990     | Finlandia            |
| 5  | Hanna Ylönen      | S     | 4 settembre 1996  | Finlandia            |
| 6  | Karoliina Friberg | C     | 3 febbraio 1994   | Finlandia            |
| 7  | Stefania Okaka    | S     | 9 agosto 1989     | Italia               |
| 7  | Aneli Otineru     | S     | 14 giugno 1987    | Stati Uniti          |
| 8  | Anna Boricheva    | S     | 24 marzo 1980     | Bielorussia          |
| 9  | Noora Venho       | P     | 30 giugno 1992    | Finlandia            |
| 10 | Pihla Pelkiö      | C     | 27 settembre 1989 | Finlandia            |
| 11 | Annika Kivioja    | C     | 7 aprile 1993     | Finlandia            |
| 12 | Marina Skender    | S     | 8 ottobre 1986    | Croazia              |
| 15 | Sue Jacobi        | S/O   | 21 marzo 1989     | Stati Uniti          |

## Oriveden Ponnistus
| N° | Nome               | Ruolo | Data di nascita  | Nazionalità sportiva |
| -- | ------------------ | ----- | ---------------- | -------------------- |
| -  | László Hollosy     | All   | 12 novembre 1976 | Ungheria             |
| 1  | Kaisa Kymäläinen   | S/O   | 11 ottobre 1994  | Finlandia            |
| 2  | Eevi Ylä-Viteli    | S/O   | 8 febbraio 1996  | Finlandia            |
| 3  | Annina Antikainen  | P     | 10 giugno 1989   | Finlandia            |
| 4  | Eliza Hynes        | S     | 29 gennaio 1992  | Australia            |
| 5  | Eeva Puukka        | C     | 13 agosto 1989   | Finlandia            |
| 6  | Saara Lepistö      | C     | 2 giugno 1994    | Finlandia            |
| 7  | Anni Mäkinen       | S     | 20 gennaio 1986  | Finlandia            |
| 8  | Heidi Hietala      | L     | 17 dicembre 1983 | Finlandia            |
| 9  | Eveliina Smolander | C     | 1º luglio 1992   | Finlandia            |
| 10 | Eveliina Koljonen  | P     | 23 ottobre 1989  | Finlandia            |
| 11 | Saana Koljonen     | L     | 22 agosto 1988   | Finlandia            |
| 14 | Nette Tuominen     | S/O   | 23 gennaio 1990  | Finlandia            |
| 15 | Ágnes Pallag       | S     | 2 settembre 1993 | Ungheria             |

## Lentopalloseura Kangasala
| N° | Nome                | Ruolo | Data di nascita   | Nazionalità sportiva |
| -- | ------------------- | ----- | ----------------- | -------------------- |
| -  | Tuomas Alatalo      | All   | 14 ottobre 1980   | Finlandia            |
| 1  | Jasmine Tahvanainen | S     | 12 febbraio 1994  | Finlandia            |
| 2  | Liisa Hurskainen    | S     | 23 gennaio 1992   | Finlandia            |
| 4  | Roosa Laakkonen     | C     | 4 giugno 1994     | Finlandia            |
| 5  | Tiiamari Sievänen   | L     | 19 luglio 1994    | Finlandia            |
| 6  | Eveliina Vilponen   | C     | 29 settembre 1994 | Finlandia            |
| 7  | Oona Yli-Pekkala    | P     | 3 maggio 1995     | Finlandia            |
| 9  | Kayla Jeter         | S     | 7 gennaio 1990    | Stati Uniti          |
| 10 | Nicole Koolhaas     | C     | 31 gennaio 1991   | Paesi Bassi          |
| 13 | Maria Tuominen      | P     | 21 aprile 1982    | Finlandia            |
| 14 | Hanna Salomäki      | S     | 10 giugno 1994    | Finlandia            |
| 15 | Daniela Öhman       | C     | 16 marzo 1997     | Finlandia            |
| 16 | Roslandy Acosta     | S/O   | 25 febbraio 1992  | Venezuela            |

## Pieksämäki Volley
| N° | Nome              | Ruolo | Data di nascita  | Nazionalità sportiva |
| -- | ----------------- | ----- | ---------------- | -------------------- |
| -  | Viktor Circenko   | All   | -                | Russia               |
| 2  | Ioulia Tokarenko  | S     | 16 agosto 1992   | Russia               |
| 3  | Olga Lezhenkina   | P     | 23 gennaio 1984  | Ucraina              |
| 5  | Olena Kozyriatska | S/O   | 27 agosto 1981   | Ucraina              |
| 6  | Meri Tissari      | S/O   | 11 ottobre 1983  | Finlandia            |
| 8  | Elisa Naukkarinen | P     | 1º giugno 1994   | Finlandia            |
| 9  | Outi Immonen      | L     | 9 giugno 1987    | Finlandia            |
| 11 | Neea Silvennoinen | S     | 2 giugno 1995    | Finlandia            |
| 12 | Reetta Väisänen   | C     | 29 maggio 1986   | Finlandia            |
| 13 | Petra Sahlberg    | L     | 26 febbraio 1996 | Finlandia            |
| 15 | Elina Heiskanen   | C     | 16 novembre 1984 | Finlandia            |
| 16 | Jonna Nuutinen    | S     | 18 febbraio 1989 | Finlandia            |

## LiigaPloki Pihtipudas
| N° | Nome            | Ruolo | Data di nascita   | Nazionalità sportiva |
| -- | --------------- | ----- | ----------------- | -------------------- |
| -  | Teemu Oksanen   | All   | -                 | Finlandia            |
| 1  | Kyndra Abron    | S/O   | 19 dicembre 1990  | Stati Uniti          |
| 2  | Anni Toivonen   | P     | 22 maggio 1986    | Finlandia            |
| 3  | Kasey Heckelman | S     | 6 settembre 1990  | Stati Uniti          |
| 4  | Anni Sorvoja    | C     | 5 luglio 1995     | Finlandia            |
| 5  | Tiina Räisänen  | C     | 9 aprile 1994     | Finlandia            |
| 6  | Hanna Anttila   | P     | 13 aprile 1984    | Finlandia            |
| 8  | Heta Rissanen   | S/O   | 29 gennaio 1994   | Finlandia            |
| 9  | Taylor Bruns    | P     | 17 luglio 1991    | Stati Uniti          |
| 10 | Iida Eskonmaa   | L     | 3 giugno 1995     | Finlandia            |
| 11 | Sara Kojo       | S     | 24 ottobre 1993   | Finlandia            |
| 12 | Laura Iltanen   | C     | 11 settembre 1995 | Finlandia            |
| 13 | Vilma Ruuska    | S     | 5 maggio 1998     | Finlandia            |
| 14 | Sini Koljonen   | L     | 3 gennaio 1996    | Finlandia            |
| 15 | Johanna Oikari  | C     | 21 aprile 1993    | Finlandia            |
| 17 | Jonna Kivinen   | S     | 15 aprile 1995    | Finlandia            |

## Woman Volley
| N° | Nome               | Ruolo | Data di nascita   | Nazionalità sportiva |
| -- | ------------------ | ----- | ----------------- | -------------------- |
| -  | Teemu Mäkikyrö     | All   | -                 | Finlandia            |
| 1  | Jana Jaudzema      | S/O   | 30 settembre 1990 | Lettonia             |
| 2  | Karoliina Kyllönen | S     | 24 maggio 1992    | Finlandia            |
| 3  | Amber Kaufman      | C     | 19 agosto 1988    | Stati Uniti          |
| 4  | Fanni Sankari      | L     | 11 novembre 1992  | Finlandia            |
| 5  | Johanna Pekkarinen | S     | 15 aprile 1991    | Finlandia            |
| 7  | Tanja Körkkö       | L     | 15 ottobre 1987   | Finlandia            |
| 8  | Jenni Koivuranta   | P     | 25 agosto 1991    | Finlandia            |
| 9  | Noora Rautio       | P     | 25 novembre 1992  | Finlandia            |
| 10 | Jenna Keskimäki    | S/O   | 10 ottobre 1996   | Finlandia            |
| 11 | Tiina Syrjänen     | C     | 2 febbraio 1990   | Finlandia            |
| 12 | Jenny Tahkola      | S     | 10 dicembre 1992  | Finlandia            |
| 14 | Andrea Beck        | C     | 11 febbraio 1991  | Stati Uniti          |

## LP Viesti Salo
| N° | Nome                  | Ruolo | Data di nascita   | Nazionalità sportiva |
| -- | --------------------- | ----- | ----------------- | -------------------- |
| -  | Kari Raatikainen      | All   | 14 luglio 1960    | Finlandia            |
| 1  | Roosa Koskelo         | L     | 20 agosto 1991    | Finlandia            |
| 2  | Iida Paananen         | P     | 19 marzo 1994     | Finlandia            |
| 3  | Michaela Madsen       | C     | 28 dicembre 1993  | Finlandia            |
| 4  | Noora Kosonen         | S     | 25 settembre 1993 | Finlandia            |
| 5  | Kaisa Jokinen         | C     | 23 agosto 1983    | Finlandia            |
| 6  | Essi Helminen         | S     | 13 agosto 1994    | Finlandia            |
| 7  | Ella Eloranta         | S/O   | 17 giugno 1996    | Finlandia            |
| 8  | Iida Murto            | S     | 1998              | Finlandia            |
| 9  | Sini Häkkinen         | S     | 19 marzo 1990     | Finlandia            |
| 10 | Mira Hämäläinen       | S/O   | 5 marzo 1994      | Finlandia            |
| 11 | Anu Ennok             | S     | 25 gennaio 1992   | Estonia              |
| 12 | Dubravka Rakić        | C     | 31 dicembre 1985  | Serbia               |
| 13 | Ronja Heikkiniemi     | S     | 1988              | Finlandia            |
| 14 | Salla Saari           | L     | 1996              | Finlandia            |
| 15 | Viktoria Polichtchouk | P     | 29 marzo 1981     | Ucraina              |
| 16 | Sonja Ahlqvist        | P     | 2 novembre 1998   | Finlandia            |